# Metriorrhynchini
Metriorrhynchini – plemię chrząszczy z rodziny karmazynkowatych i podrodziny Lycinae.
Takson ten wcześniej wyróżniany był w randze podrodziny Metriorrhynchinae i obejmował też Conoderini. Do rangi plemienia w podrodzinie Lycinae został obniżony przez Ladislava Bocáka i Miladę Bocákovą w 2008 roku i tak jest traktowany obecnie. Takson Metriorrhynchini wyróżniany przed tą rewizją odpowiada podplemieniu Metriorrhynchina.
Chrząszcze te mają miękkie, grzbieto-brzusznie spłaszczone ciało długości od 2,5 do 30 mm, najczęściej ostrzegawczo ubarwione. Drugi człon czułków jest u nich co najmniej czterokrotnie krótszy od trzeciego. Pierwotny wzór żeberek na przedpleczu jest w tym plemieniu unikalny: ustawione są one tak że tworzą cztery komórki na przednim brzegu, dwie tylno-boczne i jedną lancetowatą pośrodku. Wzór ten jest jednak często zredukowany. Na pokrywach obecne podłużne i poprzeczne żeberka. Narządy rozrodcze samców odznaczają się brakiem paramer, okrągłą fallobazą i prostym fallusem.
Plemię obejmuje około 1400 taksonów poziomu gatunkowego, zasiedlających Stary Świat. Największą różnorodność osiąga w Azji Południowo-Wschodniej, Wallacei i Nowej Gwinei. Po ponad 200 gatunków znanych jest z Australii i krainy afrotropikalnej.
Należą tu trzy podplemiona:
- Metriorrhynchina
- Metanoeina
- Cautirina